# Blenina diagona
Blenina diagona är en fjärilsart som beskrevs av George Francis Hampson 1912. Blenina diagona ingår i släktet Blenina och familjen trågspinnare. Inga underarter finns listade i Catalogue of Life.